# Сагалткум 4
Сагалткум 4 (англ. Sahhaltkum 4) — індіанська резервація в Канаді, у провінції Британська Колумбія, у межах регіонального округу Томпсон-Нікола.

## Населення
За даними перепису 2016 року, індіанська резервація нараховувала 304 особи, показавши скорочення на 5,0%, порівняно з 2011-м роком. Середня густина населення становила 22,6 осіб/км².
З офіційних мов обидвома одночасно не володів жоден з жителів, тільки англійською — 300. Усього 20 осіб вважали рідною мовою не одну з офіційних, з них 15 — одну з корінних мов.
Працездатне населення становило 61,7% усього населення, рівень безробіття — 20,7%.

## Клімат
Середня річна температура становить 7°C, середня максимальна – 23°C, а середня мінімальна – -12,8°C. Середня річна кількість опадів – 505 мм.
| Клімат поселення                              | Клімат поселення | Клімат поселення | Клімат поселення | Клімат поселення | Клімат поселення | Клімат поселення | Клімат поселення | Клімат поселення | Клімат поселення | Клімат поселення | Клімат поселення | Клімат поселення | Клімат поселення |
| Показник                                      | Січ.             | Лют.             | Бер.             | Квіт.            | Трав.            | Черв.            | Лип.             | Серп.            | Вер.             | Жовт.            | Лист.            | Груд.            |                  |
| Середній максимум, °C                         | 1,61             | 5,04             | 9,91             | 14,76            | 19,38            | 23,03            | 22,22            | 22,21            | 17,15            | 10,78            | 4,14             | −0,7             |                  |
| Середня температура, °C                       | −5,62            | −2,19            | 2,67             | 7,52             | 12,15            | 15,81            | 18,62            | 18,61            | 13,54            | 7,18             | 0,54             | −4,3             |                  |
| Середній мінімум, °C                          | −12,84           | −9,41            | −4,55            | 0,30             | 4,92             | 8,57             | 15,00            | 15,01            | 9,94             | 3,57             | −3,06            | −7,91            |                  |
| Норма опадів, мм                              | 44               | 26               | 26               | 31               | 47               | 55               | 46               | 41               | 37               | 40               | 55               | 57               |                  |
| Середньомісячна швидкість вітру, м/с          | 1.86             | 1.84             | 2.12             | 2.32             | 2.17             | 2.06             | 2.01             | 1.87             | 1.76             | 1.86             | 2.04             | 2.00             |                  |
| Середньомісячна сонячна радіація, кДж/м²·день | 3133             | 6352             | 11168            | 16234            | 19936            | 21470            | 22562            | 19170            | 13482            | 7649             | 3576             | 2426             |                  |
| --------------------------------------------- | ---------------- | ---------------- | ---------------- | ---------------- | ---------------- | ---------------- | ---------------- | ---------------- | ---------------- | ---------------- | ---------------- | ---------------- | ---------------- |
| Джерело:                                      |                  |                  |                  |                  |                  |                  |                  |                  |                  |                  |                  |                  |                  |